# Abrigo do Ninho do Bufo
El Abrigo del Nido del Búho (Ninho do Bufo en portugués) es un yacimiento arqueológico con arte rupestre esquemático, situado en Parque Natural de la Sierra São Mamede, en el concelho de Marvão en la región del Alentejo de Portugal. En él se encontró la primera pintura esquemática de una mujer pariendo, en territorio portugués. 

## Contexto geográfico
El abrigo se encuentra en la peña de Esparoeira del Parque Natural de la Sierra São Mamede (San Mamés), en la región del Alentejo, primera región portuguesa que estudia con detalle el arte rupestre. Se descubrió por casualidad en el año 2000, cuando una joven que se accidentó encontró el abrigo, pero no fue hasta 2021 cuando se comenzó a investigar.
En el abrigo hay un afloramiento cuarcítico y cuenta con diversas pinturas, entre las que destaca una antropomórfica, con la figura de un ser humano, en este caso, una mujer pariendo".Es considerada la primera pintura esquemática explícita de un parto encontrada en Portugal.
“Es una pintura esquemática en la que se ve muy bien la cabeza, los brazos, el tronco, las piernas abiertas y en medio de las piernas sale una figura humana de un jovencito que sale cabeza abajo como es normal, con bracitos, pero el resto está en el interior de la figura”.
Según las investigaciones, todas las pinturas rupestres de esta cueva se incluyen en el ciclo de estilo esquemático de la península ibérica, en el periodo del Calcolítico medio, sobre el iii milenio a.c.
En 2023 la cámara municipal de Marvão puso en marcha la Ruta del Megalitismo con doce lugares visitables, entre ellos, el abrigo.